# 防府警察署
防府警察署（ほうふけいさつしょ）は、山口県警察が管轄する警察署の一つである。

## 所在地
- 山口県防府市駅南町7番22号

## 管轄区域
- 防府市

## 沿革
- 1876年5月1日 山口警察署三田尻屯所を設置。
- 1878年4月25日 水上警察署三田尻分署に改称。
- 1886年9月1日 三田尻警察署に改称。
- 1936年8月13日 防府警察署に改称。
- 1948年3月7日 防府市警察署と佐波地区警察署に分離。
- 1954年7月1日 山口県警察発足に伴い、防府市警察署を山口県防府警察署、佐波地区警察署を山口県佐波警察署に改称。
- 1955年4月10日 佐波郡小野村・吉敷郡大道村が防府市に編入合併されたため、佐波警察署から旧小野村を、小郡警察署から旧大道村を移管。
- 1959年12月1日 佐波警察署を防府警察署に統合。
- 2006年4月1日 山口市（徳地地域）を山口警察署に移管。

## 交番
（）の中は所在地。
- 防府駅前交番（防府市八王子1丁目3-23）
- 三田尻交番（防府市三田尻3丁目13-2）
- 華西中関交番（防府市大字田島1946-3）
- 牟礼交番（防府市大字江泊1804-4）
- 右田大崎交番（防府市大字高井字鮒田716番地の4）

## 警察官駐在所
（）の中は所在地。
- 富海警察官駐在所（防府市大字富海1997-8）
- 小野警察官駐在所（防府市大字奈美310-3）
- 大道警察官駐在所（防府市大字台道572-8）

## 警察官連絡所
（）の中は所在地。
- 向島警察官連絡所（防府市向島）